# Colobopyga coperniciae
Colobopyga coperniciae är en insektsart som beskrevs av Ferris 1952. Colobopyga coperniciae ingår i släktet Colobopyga och familjen Halimococcidae.
Artens utbredningsområde är Kuba. Inga underarter finns listade i Catalogue of Life.